# Goiandira
Goiandira este un oraș în Goiás (GO), Brazilia.